# Hokej na trawie na Letnich Igrzyskach Olimpijskich 2012
Hokej na trawie na Letnich Igrzyskach Olimpijskich 2012 w Londynie rozegrany został w Riverbank Arena na terenie Parku Olimpijskiego w Londynie. Turnieje odbyły się w dniach 29 lipca – 11 sierpnia 2012 roku.
W Londynie wystąpiło 12 drużyn kobiecych i 12 męskich.

## Uczestnicy

### Mężczyźni
| Zawody                            | Data                    | Miejsce         | Drużyna                          |
| --------------------------------- | ----------------------- | --------------- | -------------------------------- |
| Gospodarz                         | –                       | –               | Wielka Brytania                  |
| Igrzyska Azjatyckie 2010          | 15–25 listopada 2010    | Guangzhou       | Pakistan                         |
| Mistrzostwa Europy                | 20–28 sierpnia 2011     | Mönchengladbach | Belgia Niemcy Holandia Hiszpania |
| Igrzyska Panamerykańskie          | 14–30 października 2011 | Guadalajara     | Argentyna                        |
| Afrykański turniej kwalifikacyjny | 2–11 września 2011      | Zimbabwe        | Południowa Afryka                |
| —                                 |                         |                 |                                  |
| Puchar Oceanii 2011               | 5–9 października 2011   | Hobart          | Australia Nowa Zelandia          |
| 1. turniej kwalifikacyjny         | 15–26 lutego 2012       | New Delhi       | Indie                            |
| 2. turniej kwalifikacyjny         | 14–25 marca 2012        | Dublin          | Korea Południowa                 |
| 3. turniej kwalifikacyjny         | 25 kwietnia–6 maja 2012 | Kakamigahara    | Południowa Afryka                |

### Kobiety
| Zawody                            | Data                    | Miejsce         | Drużyna                     |
| --------------------------------- | ----------------------- | --------------- | --------------------------- |
| Gospodarz                         | –                       | –               | Wielka Brytania             |
| Igrzyska Azjatyckie 2010          | 13–24 listopada 2010    | Guangzhou       | Chiny Korea Południowa      |
| Mistrzostwa Europy                | 20–27 sierpnia 2011     | Mönchengladbach | Niemcy Holandia             |
| Igrzyska Panamerykańskie          | 14–30 października 2011 | Guadalajara     | Stany Zjednoczone Argentyna |
| Afrykański turniej kwalifikacyjny | 2–11 września 2011      | Bulawayo        | —                           |
| Puchar Oceanii 2011               | 5–9 października 2011   | Hobart          | Australia Nowa Zelandia     |
| 1. turniej kwalifikacyjny         | 15–26 lutego 2012       | New Delhi       | Południowa Afryka           |
| 2. turniej kwalifikacyjny         | 14–25 marca 2012        | Kontich         | Belgia                      |
| 3. turniej kwalifikacyjny         | 25 kwietnia–6 maja 2012 | Kakamigahara    | Japonia                     |

## Wyniki

### Medaliści
| Złoto | Srebro | Brąz |
| NiemcyMaximilian Müller Martin Häner Oskar Deecke Christopher Wesley Moritz Fürste Tobias Hauke Jan Philipp Rabente Benjamin Weß Timo Weß Oliver Korn Christopher Zeller Max Weinhold Matthias Witthaus Florian Fuchs Philipp Zeller Thilo Stralkowski | HolandiaJaap Stockmann Klaas Vermeulen Marcel Balkestein Wouter Jolie Billy Bakker Roderick Weusthof Robbert Kemperman Sander Baart Teun de Nooijer Floris Evers Bob de Voogd Sander de Wijn Rogier Hofman Robert van der Horst Valentin Verga Mink van der Weerden | AustraliaJamie Dwyer Liam De Young Simon Orchard Glenn Turner Christopher Ciriello Matthew Butturini Mark Knowles Russell Ford Edward Ockenden Joel Carroll Matt Gohdes Timothy Deavin Matthew Swann Nathan Burgers Kieran Govers Fergus Kavanagh |

### Medalistki
| Złoto | Srebro | Brąz |
| HolandiaJoyce Sombroek Kitty van Male Carlien Dirkse van den Heuvel Kelly Jonker Maartje Goderie Lidewij Welten Caia van Maaskker Maartje Paumen Naomi van As Ellen Hoog Sophie Polkamp Kim Lammers Eva de Goede Marilyn Agliotti Merel de Blaeij Margot van Geffen | ArgentynaLaura del Colle Rosario Luchetti Macarena Rodriguez Perez Martina Cavallero Luciana Aymar Carla Rebecchi Delfina Merino Florencia Habif Rocio Sanchez Moccia Daniela Sruoga Sofia Maccari Mariela Scarone Silvina D’Elia Noel Barrionuevo Josefina Sruoga Florencia Mutio | Wielka BrytaniaElizabeth Storry Emily Maguire Laura Unsworth Crista Cullen Hannah Macleod Anne Panter Helen Richardson Kate Walsh Chloe Walsh Laura Bartlett Alex Danson Georgie Twigg Ashleigh Ball Sally Walton Nicola White Sarah Thomas |

## Tabela medalowa
| Miejsce | Państwo         | Złoto | Srebro | Brąz | Razem |
| ------- | --------------- | ----- | ------ | ---- | ----- |
| 1       | Holandia        | 1     | 1      | 0    | 2     |
| 2       | Niemcy          | 1     | 0      | 0    | 1     |
| 3       | Argentyna       | 0     | 1      | 0    | 1     |
| 4       | Wielka Brytania | 0     | 0      | 1    | 1     |
| 4       | Australia       | 0     | 0      | 1    | 1     |
|         | Razem           | 2     | 2      | 2    | 6     |